# Borotalco (film)
Borotalco è un film italiano del 1982 diretto, co-scritto e interpretato da Carlo Verdone.

## Trama
Nadia e Sergio sono due giovani venditori di enciclopedie porta a porta. Sergio, mite e impacciato, vive in un convitto assieme all'amico Marcello, conducendo una vita grama, lavorando senza successo, pressato dalla fidanzata Rossella e dal rude suocero Augusto. Nadia, bella e spigliata, fidanzata con Cristiano, condivide un appartamento con la sua amica Valeria ed è una sfegatata fan di Lucio Dalla.
Dato il successo professionale di lei, Sergio la contatta telefonicamente, chiedendole di poterla affiancare e imparare quindi a portare a casa dei contratti. Nadia gli propone un appuntamento presso la casa di un tale Manuel Fantoni, sedicente architetto. Mentre lei si attarda per acquistare un biglietto per un concerto di Dalla, Sergio si intrattiene con il cliente, il quale a sua volta gli racconta della sua vita movimentata ed errabonda, ricca di episodi incredibili e di frequentazioni illustri. Tuttavia subito dopo l'uomo gli confessa ridendo che si tratta soltanto di frottole che egli ama raccontare per abitudine, noia e necessità e che forse solo in qualcosa c'è del vero. Poco dopo sopraggiungono dei carabinieri per arrestare l'uomo con l'accusa di truffa e chiamandolo col suo vero nome, Cesare Cuticchia. Cuticchia/Fantoni, ostentando sicurezza, lascia le chiavi di casa a Sergio, chiedendogli di rimetterla in ordine prima di andarsene.
Rimasto solo, giunge finalmente Nadia e, vedendola per la prima volta, ne resta affascinato al punto da volersi spacciare egli stesso per Fantoni, riciclandone le fandonie con inaspettato successo e millantando di essere amico anche di Lucio Dalla. Conquistato senza difficoltà il cuore di lei, Sergio si trova presto in un gioco più grande di lui, dovendo vivere una doppia vita.
Rossella e suo padre, insospettiti dalle sue lunghe assenze, irrompono infine in casa di Fantoni, accompagnati da Marcello, dove Sergio stava intrattenendosi a cena con Nadia. Sergio viene malmenato da Augusto. Lei, sfumata ogni illusione, abbandona la scena in lacrime e subisce un incidente stradale. Sergio le si presenta in ospedale, chiedendole se ci può essere un futuro insieme, ricevendo per tutta risposta una botta sull'occhio con il braccio ingessato. I due protagonisti tornano alle loro vite, sposandosi con i rispettivi partner.
Qualche tempo dopo, Sergio, nel frattempo diventato padre, viene convocato in casa di una cliente che, con grande sorpresa, scopre trattarsi di Nadia, desiderosa di rivederlo. I due dialogano serenamente, ma non sembrano condurre una vita felice. Nel momento in cui Sergio sta per congedarsi, viene raggiunto da lei sulle scale, sentendosi chiedere notizie su alcuni personaggi famosi. Sergio, capita la situazione, s'immedesima ancora per un attimo nel personaggio di Manuel Fantoni, fin quando entrambi, ancora innamorati, si scambiano un bacio appassionato.

## Produzione
La scelta del titolo Borotalco è nata da un'osservazione fatta da Carlo Verdone a Eleonora Giorgi durante la descrizione della trama, definendo il film «leggero come una nuvola, come borotalco».
Poco prima dell'uscita della pellicola, Lucio Dalla, che curava la colonna sonora, si arrabbiò fortemente con Verdone dopo aver visto alcuni manifesti del film dove il nome del cantautore bolognese era stato stampato a caratteri cubitali, diversamente da quello di Verdone che invece era scritto in minuscolo e minacciò l'attore romano di fargli causa. Tuttavia, dopo aver visto il film, rimase talmente colpito dallo splendido omaggio che Verdone gli aveva fatto che ritirò tutte le accuse e si complimentò con lui. Casualmente, poco dopo la reazione di Dalla, si verificò una situazione analoga, quando la Manetti & Roberts mandò allo stesso Verdone e al produttore Mario Cecchi Gori una diffida in cui si chiedeva loro di modificare il titolo del film, essendo borotalco un marchio registrato. Tuttavia, visto il grande successo riscontrato dal film, l'azienda non prese alcun provvedimento.

### Cast
In un'intervista, Angelo Infanti ha dichiarato che il suo personaggio era stato scritto originariamente per Vittorio Gassman.
Il nome del personaggio Sergio Benvenuti è un doppio omaggio di Verdone al regista Sergio Leone e allo sceneggiatore Leonardo Benvenuti.
Il racconto del suocero nel negozio allude a un alterco avuto dallo stesso interprete Mario Brega con l'attore statunitense Gordon Scott, durante le riprese del film western Buffalo Bill - L'eroe del Far West.

### Riprese
- Via Domenico Lupatelli, zona di Villa Bonelli, nel quartiere Portuense, scena dell'attico di Manuel Fantoni, erroneamente indicata in altri testi quale proprietà di Moana Pozzi, presente nel film[7][8]. Lo stesso appartamento è stato successivamente utilizzato per vari film, tra i quali Vai avanti tu che mi vien da ridere di Giorgio Capitani, con Lino Banfi e A tu per tu di Sergio Corbucci, con Johnny Dorelli[9].
- Quartiere della Farnesina, Roma, esterni dell'appartamento di Manuel.
- Via di San Paolo alla Regola, Roma, scena dell'alimentari di Augusto.
- Via del Conservatorio, Roma, scena della sede dell'enciclopedia.
- Chiesa di San Gregorio al Celio, Roma, dove Sergio tenta di vendere.
- Rione Trastevere presso via Aurelio Saffi, Roma, interni dell'appartamento di Nadia.[8]  Nella finzione è sito in via Flavio Stilicone nel quartiere Cinecittà. Nella finzione, Nadia lascia a Lucio Dalla un messaggio registrato con il suo indirizzo e numero telefonico, compatibile con il distretto.
- Galleria Colonna (oggi Galleria Alberto Sordi), in via del Corso, scena dell'incontro serale con Nadia.
- Biglietteria della Stazione di Roma Termini.
- Ostia, Roma, scena sul litorale.
- Teatro Tenda di piazza Mancini a Roma
- Ponte Giuseppe Mazzini, luogo di incontro tra Sergio e un sacerdote, per ottenere un colloquio con Fantoni detenuto. È visibile sullo sfondo il carcere di Regina Coeli.
- Quartiere Fonte Meravigliosa, via Elio Lampridio Cerva, alle porte dell'EUR, Roma, scena del cortile dell'abitazione di Nadia da sposata.
- Basilica di Santa Maria in Domnica, Roma, scena di entrambe le cerimonie nuziali.
- Viale Palmiro Togliatti, zona Colli Aniene, abitazione di Sergio da sposato.
- Quartiere Ferratella (vicino all'EUR), via Umberto Saba, qui rinominata via Elio Lampridio Cerva (via comunque esistente e abbastanza vicina alla prima nella realtà, usata per altre riprese del film), scena della residenza coniugale di Nadia.

## Colonna sonora
La colonna sonora di questo film è affidata a Lucio Dalla, agli Stadio e, singolarmente, al loro tastierista Fabio Liberatori, il quale dichiarerà in seguito di aver scelto, insieme al regista romano, di bandire definitivamente "marcette, tristi clarinetti, sottolineature grottesche, armonie goffe e povere, melodie scadenti", all'epoca piuttosto di moda nelle produzioni comiche italiane.
Tra i brani del film a firma del gruppo ci sono Chi te l'ha detto? e Grande figlio di puttana (che, proprio grazie al lungometraggio, godranno di grande popolarità: secondo le dichiarazioni di Gaetano Curreri, il finale venne addirittura modificato da Verdone in fase di riprese per allacciarsi con quest'ultimo pezzo, utilizzato appunto per i titoli di coda).
Firmati da Lucio Dalla, invece, sono i brani Cara, L'ultima luna (che accompagna i titoli di testa) ed estratti strumentali di Meri Luis e Futura.
Il brano che Eleonora Giorgi cerca di far recapitare a Dalla è Un fiore per Hal (testo di Lucio Dalla e musica di Fabio Liberatori, voce di Ricky Portera, allora chitarrista degli Stadio), la cui versione completa si può ascoltare nella scena finale del film che la vede invitare Carlo Verdone a casa sua mascherando la sua vera identità.
Le musiche di Borotalco hanno ricevuto un David di Donatello e un Nastro d'argento.

## Accoglienza

### Incassi
Il film si è classificato al 13º posto tra i primi 100 film di maggior incasso della stagione cinematografica italiana 1981-1982.

## Riconoscimenti
- 1982 - David di Donatello
  - Miglior film
  - Miglior attore protagonista a Carlo Verdone
  - Migliore attrice protagonista a Eleonora Giorgi
  - Migliore attore non protagonista a Angelo Infanti
  - Miglior colonna sonora a Lucio Dalla e Fabio Liberatori
  - Candidatura alla miglior regia a Carlo Verdone
  - Candidatura alla migliore attrice esordiente a Isa Gallinelli
  - Candidatura alla migliore sceneggiatura a Carlo Verdone e Enrico Oldoini
  - Candidatura alla migliore scenografia a Andrea Crisanti
- 1982 - Grolla d'oro
  - Miglior attrice a Eleonora Giorgi
- 1982 - Montreal World Film Festival
  - Miglior interpretazione femminile a Eleonora Giorgi
- 1982 - Nastro d'argento
  - Migliore attrice protagonista a Eleonora Giorgi
  - Migliore colonna sonora a Lucio Dalla e Fabio Liberatori

## Restauro
Nel 2017 Addendo, creative company di Urban Vision, in collaborazione con Infinity si è occupata del restauro del film, con Cinecittà Digital Factory.

## Galleria d'immagini

Sergio Benvenuti (Carlo Verdone) al colloquio di lavoro
Nadia Vandelli (Eleonora Giorgi) al colloquio di lavoro
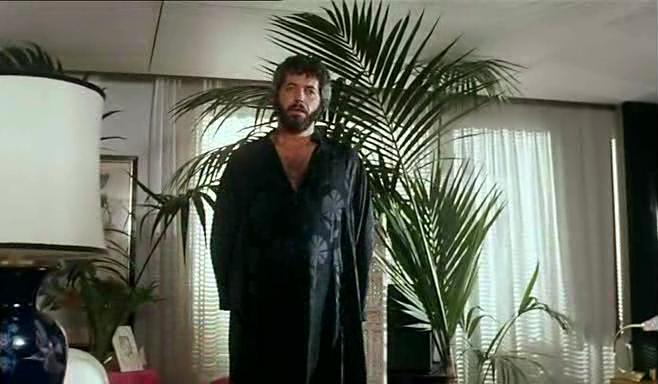
Manuel Fantoni (Angelo Infanti) racconta la sua vita a Sergio
Augusto (Mario Brega), il padre di Rossella, nella scena del negozio
Marcello (Christian De Sica) canta al matrimonio
Sergio si "trasforma" in Manuel
Sergio e Marcello vedono Nadia, che sta pattinando, per riportarle l'agenda
Rossella (Roberta Manfredi) va a casa di Nadia per sapere se ha visto Sergio